# Neastacilla tuberculata
Neastacilla tuberculata là một loài chân đều trong họ Arcturidae. Loài này được Thomson miêu tả khoa học năm 1879.